# Caraș-Severin
Caraș-Severin är ett län (județ) i Rumänien med en yta på 8 514 km² och 321 931 invånare. Huvudort är Reșița. Distriktet är indelat i 2 municipii, 6 städer och 69 kommuner.

## Municipii
- Reșița
- Caransebeș

## Städer
- Anina
- Băile Herculane
- Bocșa
- Moldova Nouă
- Oravița
- Oțelu Roșu

## Kommuner
| - Armeniș - Bănia - Băuțar - Berliște - Berzasca - Berzovia - Bolvașnița - Bozovici - Brebu - Brebu Nou - Buchin - Bucoșnița - Carașova - Cărbunari | - Ciclova Română - Ciuchici - Ciudanovița - Constantin Daicoviciu - Copăcele - Cornea - Cornereva - Coronini - Dalboșeț - Doclin - Dognecea - Domașnea - Eftimie Murgu - Ezeriș | - Fârliug - Forotic - Gârnic - Glimboca - Goruia - Grădinari - Iablanița - Lăpușnicel - Lăpușnicu Mare - Luncavița - Lupac - Marga - Măureni - Mehadia | - Mehadica - Naidăș - Obreja - Ocna de Fier - Păltiniș - Pojejena - Prigor - Răcășdia - Ramna - Rusca Montană - Sacu - Sasca Montană - Sichevița - Slatina-Timiș | - Socol - Șopotu Nou - Târnova - Teregova - Ticvaniu Mare - Topleț - Turnu Ruieni - Văliug - Vărădia - Vermeș - Vrani - Zăvoi - Zorlențu Mare |